# 안동 봉황사 대웅전
안동 봉황사 대웅전(安東 鳳凰寺 大雄殿)은 경상북도 안동시 임동면 수곡리, 황산사에 있는 대웅전이다. 1980년 6월 17일 경상북도의 유형문화재 제141호로 지정되었다.

## 개요
황산사는 신라 선덕여왕 13년(644)에 창건되었다고 하는데, 누가 세웠는지는 알려지지 않고 옛 이름은 봉황사이다. 전에는 극락전ㆍ관음전ㆍ범종각ㆍ만세루 등 많은 건물이 있었다고 한다. 그러나 임진왜란(1592) 때 모두 불에 타 지금은 석가모니를 모신 대웅전과 스님들이 생활하는 요사채만 전해진다.
황산사 대웅전은 앞면 5칸·옆면 3칸의 규모이며, 지붕의 무게를 받치기 위해 장식하여 만든 공포는 기둥과 기둥 사이에도 있는 다포식이다. 지붕은 옆모습이 여덟 팔(八)자 모양인 팔작지붕이다. 건물 양식이 간결한 것 등으로 보아 조선 중기 이후에 다시 지어진 것으로 보인다.
전설에 의하면 이 대웅전의 단청은 봉황이 칠했다고 한다. 단청을 칠할 때 사람이 쳐다보지 않도록 하였는데, 앞면을 칠한 다음 뒷면을 칠할 때 사람들이 쳐다보자 일을 다하지 않고 날아갔다고 한다. 이 전설로 인해 사람들이 이 절을 봉황사라 부르기도 한다.

## 같이 보기
- 황산사

## 참고 자료
- 봉황사대웅전<현 황산사> - 국가유산청 국가유산포털